# قرار مجلس الأمن التابع للأمم المتحدة رقم 2334
قرار مجلس الأمن التابع للأمم المتحدة رقم 2334، المعتمد في 23 ديسمبر 2016، حث المجلس على وضع نهاية للمستوطنات الإسرائيلية في الأراضي الفلسطينية، ونص القرار على مطالبة إسرائيل بوقف الاستيطان في الضفة الغربية بما فيها القدس الشرقية، وعدم شرعية إنشاء إسرائيل للمستوطنات في الأرض المحتلة منذ عام 1967. وهو أول قرار يُمرر في مجلس الأمن متعلق بإسرائيل وفلسطين منذ عام 2008.
كانت مصر تقدمت بمشروع القرار يوم 22 ديسمبر قبل أن تسحبه بعد مكالمة هاتفية من الرئيس الأمريكي المنتخب دونالد ترامب للرئيس المصري عبد الفتاح السيسي. ثم أعيد طرح مشروع القرار يوم 23 ديسمبر عن طريق دول نيوزيلاند والسنغال وفنزويلا وماليزيا. وحاز على تأييد 14 عضوًا، فيما امتنعت فقط الولايات المتحدة عن التصويت. قوبلت الموافقة على هذا القرار بتصفيق داخل غرفة المجلس، بينما أعلنت إسرائيل عن استنكارها البالغ تجاهه.
ويعد هذا القرار تاريخيًّا نظراً لأن معظم مشاريع القرارات ضد إسرائيل تُرفض باستخدام حق الفيتو، حيث قامت الولايات المتحدة باستخدام الفيتو 42 مرة من أجل حماية إسرائيل، وتعد هذه هي المرة الأولى التي لا تلجأ فيها الولايات المتحدة لهذا الحق مما جعله قراراً سارياً وبناء عليه تم تبني القرار بعد إقراره من غالبية الأعضاء.

## خلفية
كانت هناك أخبار عن اعتزام الرئيس الأمريكي المنتهية ولايته باراك أوباما بعدم استخدام حق النقض ضد مشروع القرار، على عكس عادة الولايات المتحدة السابقة، كان هذا القرار قد تم إعداد مسودته من قبل مصر في 22 ديسمبر، وقام مندوب مصر في مجلس الأمن برفع القرار إلا أن اتصالات إسرائيل والرئيس الأمريكي المنتخب دونالد ترامب مع الرئيس المصري عبد الفتاح السيسي جعلت مصر تؤجل القرار بحجة مراجعته، ولكن في 23 ديسمبر تم تقديم المسودة مرة أخرى من قبل كلاً من الدول الأعضاء غير الدائمين في المجلس: ماليزيا ونيوزيلاندا والسنغال وفنزويلا، مما جعله يخضع للتصويت وتم الموافقة عليه بالإجماع من قبل 14 عضو وبدون أصوات معارضة، وامتناع عضو واحد وهو الولايات المتحدة.

## تأثير القرار
يعد هذا القرار أن إنشاء إسرائيل للمستوطنات في الأرض الفلسطينية المحتلة منذ عام 1967 بما فيها القدس الشرقية، ليس له أي شرعية قانونية ويشكل انتهاكا صارخا بموجب القانون الدولي، أدان القرار جميع التدابير الرامية إلى تغيير التكوين الديموغرافي ووضع الأرض الفلسطينية المحتلة والتي تشمل إلى جانب تدابير أخرى المستوطنات وتوسيعها، ونقل المستوطنين الإسرائيليين ومصادرة الأراضي وهدم المنازل وتشريد المدنيين في انتهاك للقانون الدولي والقرارات ذات الصلة، وهذا القرار أنه لن يعترف بأي تغييرات في خطوط الرابع من يونيو 1967 بما في ذلك ما يتعلق بالقدس سوى التغييرات التي يتفق عليها الطرفان من خلال المفاوضات.

## ردود أفعال

### الولايات المتحدة
أثار هذا القرار حالة من الجدل في الأوساط الأمريكية، حيث اعتبره بعض السياسيين ضربة سياسية من الرئيس المنتهية ولايته باراك أوباما تجاه خلفه دونالد ترامب الذي سيؤدي اليمين القانونية يوم 20 يناير 2017، أثار هذا القرار حفيظة الجمهوريين حيث قال السناتور الأمريكي جون ماكين إن امتناع واشنطن عن التصويت بمجلس الأمن ضد وقف المستوطنات الإسرائيلية، يجعلها «متورطة في هذا الهجوم الفظيع» على إسرائيل.
وصرح الرئيس الأمريكي المنتخب دونالد ترامب في تغريدة على تويتر: «بالنسبة للأمم المتحدة، ستكون الأمور مختلفة بعد 20 يناير/كانون الثاني». ويقصد بذلك بعد توليه رسميا منصب الرئيس.
كانت هناك اتهامات صادرة عن مسؤولين إسرائيليين تجاه الرئيس الأمريكي باراك أوباما بالتآمر مع الفلسطينيين ضد إسرائيل، وبأن أوباما وإدارته وراء تحرك الدول الأربع، إلا أن البيت الأبيض نفى ذلك نفيا قاطعا.

### إسرائيل
كان هذا القرار مثير للجدل ولا سيما في إسرائيل، حيث صرح مكتب رئيس الوزراء الإسرائيلي بنيامين نتنياهو أن "إدارة أوباما لم تفشل فقط بحماية إسرائيل من هذه العصابة المتابعة في الأمم المتحدة، وتواطأت معها وراء الكواليس"، مضيفا: "وتتطلع إسرائيل إلى العمل مع الرئيس المنتخب ومع جميع أصدقائنا في الكونغرس الجمهوريين والديمقراطيين على حد سواء، لينفي الآثار الضارة لهذا القرار السخيف. وإن تل أبيب ترفض قرار مجلس الأمن "المشين" ولن تلتزم به.

### فلسطين
عبرت ردود الفعل الفلسطينية الرسمية بهذا القرار عن ترحيب واسع من المستوى السياسي وجميع الفصائل الفلسطينية التي أشادت بهذه الخطوة واعتبرتها «انتصار للشعب الفلسطيني»، حيث قال الناطق الرسمي باسم الرئاسة نبيل أبو ردينة إن قرار مجلس الأمن الدولي بإدانة الاستيطان الإسرائيلي في الأراضي الفلسطينية والمطالبة بوقفه، هو «صفعة كبيرة للسياسة الإسرائيلية».
قال صائب عريقات كبير المفاوضين الفلسطينيين: «هذا يوم نصر للقانون الدولي، نصر للغة المتحضرة والمفاوضات ورفض تام للقوى المتطرفة في إسرائيل».
وأكد عضو المجلس الثوري لحركة فتح والمتحدث باسمها أسامة القواسمي أن تصويت مجلس الأمن اليوم لصالح فلسطين وحقوق شعبها من خلال اعتماد القرار الرافض للاستيطان، هو انتصار تاريخي للشعب الفلسطيني، ولكل أحرار العالم، ويدشن مرحلة جديدة من الصراع، وقال في تصريح صحفي إن تأييد 14 دولة لمشروع القرار وامتناع الولايات المتحدة وحدها هو انجاز تاريخي، وتغيير جوهري في موقف مجلس الأمن.
كما أثنت «حماس» على موقف الدول التي صوتت في جلسة مجلس الأمن مع حق الشعب الفلسطيني في أرضه وممتلكاته ورفضت سياسة الاحتلال الإسرائيلي الإستيطانية العدوانية بحق الشعب الفلسطيني، ورحبت الحركة على لسان الناطق باسمها فوزي برهوم، بما أسمته «التحول والتطور المهم في المواقف الدولية الداعمة للحق الفلسطيني في المحافل الدولية»، وطالبت بمزيد من هذه المواقف المساندة لعدالة القضية الفلسطينية والعمل على إنهاء الاحتلال.

### أطراف أخرى
- الأمم المتحدة رحب بان كي مون الأمين العام للأمم المتحدة بقرار اعتماد مجلس الأمن للقرار الدولي رقم 2334 حول الاستيطان الإسرائيلي في الأرض الفلسطينية، وقال كي مون في بيان صدر باسمه أن "القرار هو خطوة هامة، ويدل على الكثير بشأن قيادة المجلس والجهود الجماعية المطلوبة للمجتمع الدولي للتأكيد على "أن رؤية الدولتين لا تزال قابلة للتحقيق"، وأضاف انه يغتنم هذه الفرصة "لتشجيع القادة الإسرائيليين والفلسطينيين على العمل مع المجتمع الدولي لخلق بيئة مواتية للعودة إلى مفاوضات ذات مغزى" معربا عن استعداد "الامم المتحدة لدعم جميع الأطراف المعنية لتحقيق هذا الهدف".[9]
- ألمانيا قال وزير الخارجية فرانك-فالتر شتاينماير إن قرار مجلس الأمن «أكد مرة أخرى على الموقف الذي تتبناه الحكومة الألمانية منذ فترة طويلة»، مضيفًا أن «بناء المستطونات يعوق فرص عملية السلام ويهدد مبدأ حل الدولتين».[10]
- تركيا دعمت وزارة الخارجية القرار وحثت إسرائيل على الالتزام بقرار مجلس الأمن ووقف جميع الأنشطة الاستيطانية في المناطق الفلسطينية.[11]

## وصلات خارجية
- نص القرار
- قرارات مجلس الأمن التابع للأمم المتحدة - ديسمبر 2016 - باللغة العربية